# Murto-Pajunen
Murto-Pajunen är en sjö i kommunerna Kuopio, Tervo och Pielavesi i landskapet Norra Savolax i Finland. Sjön ligger 125,3 meter över havet. Den är 1,3 meter djup. Arean är 57 hektar och strandlinjen är 5,35 kilometer lång. Sjön  ingår i Kymmene älvs huvudavrinningsområde.   Den ligger omkring 44 kilometer nordväst om Kuopio och omkring 340 kilometer norr om Helsingfors. 